# Susan Mascarin
Susan Mascarin (Grosse Pointe Shores, 28 giugno 1964) è un'ex tennista statunitense.

## Carriera
In carriera ha vinto un titolo di doppio, il Virginia Slims of Arizona nel 1986, in coppia con Betsy Nagelsen. Nei tornei del Grande Slam ha ottenuto il suo miglior risultato raggiungendo i quarti di finale di doppio all'Open di Francia nel 1983, in coppia con la connazionale Alycia Moulton.

## Statistiche

### Singolare

#### Finali perse (1)
| Numero | Anno           | Torneo                  | Superficie | Avversaria in finale | Punteggio |
| 1.     | 15 agosto 1982 | Toyota Classic, Atlanta | Cemento    | Chris Evert          | 3-6, 1-6  |

### Doppio

#### Vittorie (1)
| Numero | Anno           | Torneo                             | Superficie | Compagna       | Avversarie in finale       | Punteggio     |
| 1.     | 30 aprile 1986 | Virginia Slims of Arizona, Phoenix | Cemento    | Betsy Nagelsen | Linda Gates Alycia Moulton | 6-3, 5-7, 6-4 |

### Doppio

#### Finali perse (1)
| Numero | Anno            | Torneo                                 | Superficie | Compagna       | Avversarie in finale            | Punteggio |
| 1.     | 19 ottobre 1986 | Japan Open Tennis Championships, Tokyo | Cemento    | Betsy Nagelsen | Sandy Collins Sharon Walsh-Pete | 1-6, 2-6  |

### Risultati in progressione
| Sigla | Risultato               |
| ----- | ----------------------- |
| V     | Vincitore               |
| F     | Finalista               |
| SF    | Semifinalista           |
| O     | Oro olimpico            |
| A     | Argento olimpico        |
| SF    | Bronzo olimpico         |
| QF    | Quarti di Finale        |
| 4T    | Quarto turno            |
| 3T    | Terzo turno             |
| 2T    | Secondo turno           |
| 1T    | Primo turno             |
| RR    | Round Robin             |
| LQ    | Turno di qualificazione |
| A     | Assente                 |
| ND    | Non disputato           |

| Legenda superfici    |
| -------------------- |
| Cemento              |
| Terra battuta        |
| Erba                 |
| Superficie variabile |

#### Singolare nei tornei del Grande Slam
| Torneo          | 1979 | 1980 | 1981 | 1982 | 1983 | 1984 | 1985 | 1986 | 1987 | 1988 |
| --------------- | ---- | ---- | ---- | ---- | ---- | ---- | ---- | ---- | ---- | ---- |
| Australian Open | A    | A    | A    | 1T   | A    | 1T   | A    | ND   | A    | 1T   |
| Open di Francia | A    | A    | A    | 2T   | 2T   | 2T   | 3T   | 2T   | 1T   | 1T   |
| Wimbledon       | A    | 2T   | 2T   | 1T   | A    | 1T   | 2T   | 2T   | A    | A    |
| US Open         | 1T   | 3T   | 2T   | 2T   | 1T   | 4T   | 1T   | 1T   | A    | A    |

#### Altri tornei di singolare
| Torneo                                            | 1980 | 1981 | 1982 | 1983 | 1984 | 1985 | 1985 | 1986 | 1986 | 1987 | 1988 |
| ------------------------------------------------- | ---- | ---- | ---- | ---- | ---- | ---- | ---- | ---- | ---- | ---- | ---- |
| Ameritech Cup, Chicago                            | A    | 1T   | A    | A    | 1T   | QF   | QF   | A    | A    | A    | A    |
| Virginia Slims of Houston, Houston                | A    | A    | A    | 2T   | A    | A    | A    | A    | A    | A    | A    |
| Virginia Slims of Boston, Boston                  | A    | 2T   | A    | 1T   | A    | ND   | ND   | A    | A    | A    | A    |
| Bank of the West Classic, Oakland / San Francisco | A    | 1T   | A    | A    | A    | A    | A    | A    | A    | A    | A    |
| Canada Open, Canada                               | A    | 1T   | 2T   | 1T   | A    | A    | A    | A    | A    | A    | 2T   |
| US Indoors, località varie                        | 2T   | 1T   | QF   | A    | A    | A    | A    | A    | A    | A    | ND   |
| Eckerd Tennis Open, Eckerd                        | QF   | A    | 2T   | A    | A    | A    | A    | A    | A    | A    | A    |
| Virginia Slims of Arizona, Phoenix                | A    | ND   | ND   | ND   | ND   | ND   | ND   | 2T   | 2T   | A    | A    |
| WTA German Open, Germania                         | ND   | A    | A    | A    | 1T   | 2T   | 2T   | A    | A    | 1T   | A    |
| Internazionali d'Italia, Roma                     | A    | 3T   | 3T   | 1T   | 3T   | A    | A    | A    | A    | A    | A    |
| Puerto Rico Open, San Juan                        | ND   | ND   | ND   | ND   | ND   | ND   | ND   | A    | A    | 1T   | A    |
| San Diego Open, San Diego                         | A    | A    | 1T   | ND   | A    | A    | A    | A    | A    | A    | A    |
| US Clay Court Championships, località varie       | A    | QF   | QF   | A    | 3T   | 3T   | 3T   | A    | A    | ND   | ND   |
| WTA New Jersey, New Jersey                        | A    | 3T   | A    | 1T   | 2T   | A    | A    | 2T   | 2T   | A    | A    |
| Virginia Slims of Washington, Washington, D.C.    | A    | A    | A    | 1T   | A    | A    | A    | 2T   | 2T   | A    | A    |
| Virginia Slims of Dallas, Dallas                  | A    | A    | A    | A    | A    | A    | A    | 3T   | 3T   | A    | A    |
| Virginia Slims of Richmond Richmond               | A    | A    | A    | 1T   | ND   | ND   | ND   | ND   | ND   | ND   | ND   |
| Virginia Slims of Detroit, Detroit                | 2T   | 2T   | A    | 1T   | ND   | ND   | ND   | ND   | ND   | ND   | ND   |
| Virginia Slims of Florida, Florida                | ND   | ND   | ND   | ND   | A    | 1T   | 1T   | 3T   | 3T   | A    | A    |
| Virginia Slims of Indianapolis, Indianapolis      | ND   | ND   | ND   | ND   | N    | 1T   | A    | A    | A    | 3T   | A    |
| LA Women's Tennis Championships, Los Angeles      | A    | 1T   | A    | A    | A    | 2T   | 2T   | 2T   | 2T   | A    | 1T   |
| Family Circle Cup, Charleston                     | 1T   | 2T   | 1T   | 1T   | 1T   | 2T   | 2T   | 2T   | 2T   | A    | A    |
| International Women's Open, Eastbourne            | A    | 2T   | 1T   | 1T   | 1T   | A    | A    | A    | A    | A    | A    |
| Toyota Classic, Atlanta                           | A    | SF   | F    | 2T   | ND   | ND   | ND   | ND   | ND   | ND   | ND   |
| Toray Pan Pacific Open, Tokyo                     | A    | A    | A    | A    | A    | 1T   | 1T   | A    | A    | 2T   | A    |
| Porsche Tennis Grand Prix, Filderstadt            | A    | A    | A    | A    | A    | 2T   | 2T   | A    | A    | A    | A    |
| Brighton International, Brighton                  | A    | A    | 1T   | A    | A    | 1T   | 1T   | A    | A    | A    | A    |
| Virginia Slims of Kansas, Kansas                  | A    | 2T   | A    | A    | ND   | ND   | ND   | A    | A    | A    | A    |
| Pittsburgh Open, Pittsburgh                       | ND   | ND   | ND   | 2T   | A    | ND   | ND   | ND   | ND   | ND   | ND   |
| Buick Riviera Classic, Las Vegas                  | 2T   | ND   | ND   | ND   | ND   | ND   | ND   | ND   | ND   | ND   | ND   |
| Maybelline Classic                                | 1T   | A    | A    | 2T   | A    | 1T   | 1T   | ND   | ND   | ND   | ND   |
| MPS Group Championships, Amelia Island            | 1T   | 1T   | 2T   | 1T   | 1T   | A    | A    | 3T   | 3T   | A    | A    |
| WTA Marco Island, Marco Island                    | ND   | ND   | ND   | 3T   | A    | 1T   | 1T   | A    | A    | ND   | ND   |
| Palm Beach Cup, Palm Beach                        | ND   | ND   | ND   | 2T   | ND   | 2T   | A    | ND   | ND   | ND   | ND   |
| Virginia Slims of Pennsylvania, Pennsylvania      | ND   | ND   | ND   | 2T   | A    | A    | A    | A    | A    | ND   | ND   |
| Northern California Open, Bakersfield             | ND   | ND   | ND   | 1T   | ND   | ND   | ND   | A    | A    | QF   | A    |
| Zurich Open, Zurigo                               | ND   | ND   | ND   | ND   | A    | 2T   | 2T   | A    | A    | A    | A    |
| Taranto Open, Taranto                             | ND   | ND   | ND   | ND   | 1T   | ND   | ND   | ND   | ND   | ND   | A    |
| WTA South Carolina, Carolina del Sud              | ND   | ND   | ND   | ND   | ND   | QF   | QF   | QF   | QF   | A    | ND   |
| Singapore Open, Singapore                         | ND   | ND   | ND   | ND   | ND   | ND   | ND   | A    | A    | A    | 1T   |
| Virginia Slims of Arkansas, Arkansas              | ND   | ND   | ND   | ND   | ND   | ND   | ND   | A    | A    | 1T   | ND   |

#### Doppio nei tornei del Grande Slam
| Torneo          | 1979 | 1980 | 1981 | 1982 | 1983 | 1984 | 1985 | 1986 | 1987 | 1988 |
| --------------- | ---- | ---- | ---- | ---- | ---- | ---- | ---- | ---- | ---- | ---- |
| Australian Open | A    | A    | A    | 1T   | A    | 1T   | A    | ND   | A    | A    |
| Open di Francia | A    | A    | A    | 3T   | QF   | 1T   | 1T   | 2T   | 1T   | 3T   |
| Wimbledon       | A    | A    | 1T   | 1T   | A    | 3T   | 1T   | 1T   | 1T   | A    |
| US Open         | 2T   | 1T   | 3T   | 1T   | 1T   | 2T   | 1T   | 2T   | 1T   | A    |

#### Doppio misto nei tornei del Grande Slam
| Torneo          | 1981 | 1982 | 1983 | 1984 | 1985 | 1986 | 1987 |
| --------------- | ---- | ---- | ---- | ---- | ---- | ---- | ---- |
| Australian Open | ND   | ND   | ND   | ND   | ND   | ND   | A    |
| Open di Francia | A    | 2T   | A    | 1T   | A    | A    | 2T   |
| Wimbledon       | 2T   | A    | A    | 1T   | A    | 1T   | 1T   |
| US Open         | 1T   | 2T   | 1T   | 1T   | 1T   | A    | A    |